# Antonia (película de 1995)
Antonia o Memorias de Antonia (título original: Antonia) es una película holandesa de 1995 escrita y dirigida por Marleen Gorris.
La película, descrita por su directora como "un cuento de hadas feminista", cuenta la historia de Antonia, quien, después de regresar al anónimo pueblo holandés de su nacimiento, establece y cultiva una comunidad matriarcal muy unida. 
La película cubre un abanico de temas, desde la muerte y religión al sexo, intimidad, lesbianismo, amistad y amor. Ganó el Premio de la Academia (Óscar) de 1996 por mejor película extranjera de habla no inglesa, el Premio People's Choice y el Festival Internacional de cine de Toronto.
Fue filmada en Bélgica.

## Elenco
- Willeke van Ammelrooy
- Els Dottermans
- Jan Decleir
- Dirk Zeelenberg
- Victor Löw